# Cophogryllus ornatus
Cophogryllus ornatus är en insektsart som beskrevs av Lucien Chopard 1928. Cophogryllus ornatus ingår i släktet Cophogryllus och familjen syrsor. Inga underarter finns listade i Catalogue of Life.